# Axis Guibertin
Axis Guibertin is een Belgische volleybalclub die sinds verschillende seizoenen het label Development Center van de FVWB (Fédération de Volley-ball Wallonie Bruxelles) draagt. In 2022-2023 promoveert de club, voor het 13e niet-opeenvolgende seizoen naar de hoogste volleybalreeks in België de "Belgium Volley Liga A".

## Geschiedenis
De club werd in 1982 opgericht onder de naam “Volley Ball Club Ottintois”. Tijdens de eerste zes jaar van het bestaan van de club, promoveerde ze vier keer. In 1988 werd de club provinciaal kampioen van Brabant. Deze overwinning gaf de club toegang tot de nationale reeksen, overeenkomend met de 2e Franstalige regionale reeks of gelijk aan 4e nationaal. In 1998, met de opening van het "Sportcentrum Jean Moisse" in de stad Mont-Saint-Guibert, verliet de club de stad Ottignies-Louvain-la-Neuve terwijl ze contact hield met jonge universiteitsstudenten. Stap voor stap evolueerde de club in de hiërarchie tot het punt waarop ze in 2003 een eerste klim naar de top van het Belgische volleybal maakte. Hierdoor werd AXISGUIBERTIN de enige Franstalige vertegenwoordiger op het hoogste nationale niveau. In het jaar 2000 werd een volleybalschool opgericht om jongeren op te leiden. Onder meer François Lecat is een jeugdproduct van de club en speelde in topcompetities en werd geselecteerd voor de Belgische nationale ploeg. Naast het team in Liga A heeft de club nog andere ploegen in Nationaal 2 en 3, in Promoties (A en B), in Provinciaal 1, 2 en 3 en in elke categorie bij de jongeren (U19, U17, U15, U13, U11, U9). Sinds 1993 wordt AXISGUIBERTIN door de prestaties op hoog niveau erkend door de Franstalige federatie als ontwikkelingscentrum door de Fédération Volley Wallonie Bruxelles.